# 让梅尼勒
让梅尼勒（法語：Jeanménil，法語發音：[ʒɑ̃menil] ⓘ）是法国大东部大区孚日省的一个市镇，位于该省东北部，属于埃皮纳勒区。法国家庭主题公园新峡城公园位于其境内。

## 地理
让梅尼勒（48°20'7"N, 6°41'16"E）面积18.24 平方千米，位于法国大東部大區孚日省，该省份为法国东北部内陆省份，北起默兹省和默尔特-摩泽尔省，西接上马恩省，南至上索恩省和贝尔福地区省，东临上莱茵省和下莱茵省。
与让梅尼勒接壤的市镇（或旧市镇、城区）包括：欧特雷、拉布尔贡斯、布吕、乌斯拉、朗贝维莱、圣伯努瓦拉希波特、圣戈尔贡、圣雷米、拉萨勒。

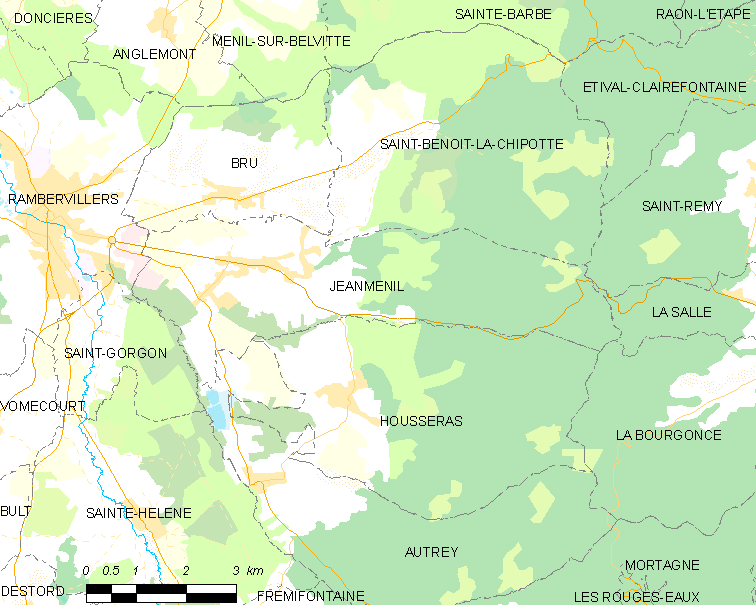
让梅尼勒的OSM定位图

让梅尼勒的时区为UTC+01:00、UTC+02:00（夏令时）。

## 行政
让梅尼勒的邮政编码为88700，INSEE市镇编码为88251。

## 政治
让梅尼勒所属的省级选区为孚日圣迪耶第一县。

## 人口

1962-2008年间让梅尼勒人口变化图示

让梅尼勒于2022年1月1日时的人口数量为1108人。